# Schauspielhaus (Erfurt)
Das Schauspielhaus war ein Theater in der thüringischen Landeshauptstadt Erfurt. Es befindet sich im Klostergang in der südwestlichen Altstadt.

## Geschichte
Das Schauspielhaus wurde 1897 nach Entwurf des Architekten Georg Weidenbach in neobarocken Bauformen als Vereinshaus errichtet. Bauherr war der 1780 gegründete Geselligkeitsverein Ressource, einem vor allem aus "Militär- und Zivilbeamten, Kaufleuten und gebildeten Bürgern" bestehenden Herrenverein, der damals eine große Bedeutung in der Stadt hatte.
Von 1946 bis Juli 1949 beherbergte das Haus das Theater des Tanzes unter der Leitung von Henn Haas.
1949, im Jahre der Gründung der DDR, wurde das Haus von der Stadt übernommen und unter Leitung des Architekten Walter Beck als Theater umgebaut. Eröffnet wurde es am 29. August 1949 mit einer Aufführung der Iphigenie auf Tauris. Zunächst wurde es noch als Neues Theater bezeichnet, ab 1956 hieß es dann Schauspielhaus Erfurt. 1957 kam noch die Kleine Bühne hinzu. 1997 bis 2003, als die Alte Oper aus baulichen Gründen geschlossen wurde, war das Schauspielhaus das einzige verbliebene Theater in der Stadt.
2002 beschloss die Stadt, das Schauspielhaus nach Eröffnung des Neubaus des Theaters Erfurt im Brühl zu schließen und die Schauspieler zu entlassen. Seitdem stand das Haus leer und war dem Verfall preisgegeben. Am 1. Mai 2013 wurde das Schauspielhaus von linken Aktivisten besetzt. Oberbürgermeister Andreas Bausewein stellte daraufhin einen Strafantrag. Nach einem Tag wurde die Besetzung von der Polizei beendet.
Ab Mai 2015 nutzte die Saxonia Media Filmproduktion Teile des Schauspielhauses für Drehs der Kinderserie Schloss Einstein.
Im September 2015 beschloss der Erfurter Stadtrat, den 2012 gegründeten Erfurter Verein KulturQuartier Erfurt e.V. mit der die Entwicklung eines Nutzungs- und Betreiberkonzeptes für das ehemalige Schauspielhaus zu beauftragen. Am 4. November 2016 gründete sich die Genossenschaft KulturQuartier Schauspielhaus eG iG als erste Kulturgenossenschaft Thüringens, die die Immobilie in ihr Eigentum übernehmen und gemäß ihrer Satzung für kulturelle Zwecke bewirtschaften will. Zur Gewinnung von Unterstützern fanden im November 2015, April 2016 und August bis September 2017 gut besuchte „Previews“ sowie im April 2017 eine Veranstaltung unter dem Titel "Unfertig" mit kulturellen Darbietungen statt.